# Нуров, Магомедгаджи Омардибирович
Магомедгаджи Омардибирович Нуров (19 апреля 1993; Махачкала, Дагестан, Россия) — борец вольного стиля, выступавший за сборную России, ныне представляет Северную Македонию. Аварец по национальности. Участник Олимпийских игр 2020 года в Токио, на которых был знаменосцем Северной Македонии на церемонии закрытия. В январе 2023 года в Скопье стал шестикратным чемпионом Северной Македонии.

## Спортивная карьера
Воспитанник махачкалинской спортивной школы имени Гамида Гамидова, занимался у тренера Анвара Магомедгаджиева. В 2012 году занял 8 место на молодёжном чемпионате мира в Таиланде. В январе 2017 года стал чемпионом Бундеслиги с клубом «Вайнгартен». В 2018 году выиграл Средиземноморские игры в Таррагоне, став первым дагестанцем победителем данного турнира. В сентябре 2019 года на чемпионате мира в Нур-Султане завоевал бронзовую медаль.

## Спортивные результаты на международных соревнованиях

### За Россию
- Чемпионат мира по борьбе среди молодёжи 2012 — 8

### За Северную Македонию
- Чемпионат Европы по борьбе 2016 — 11;
- Чемпионат Европы по борьбе 2017 — 5;
- Чемпионат мира по борьбе 2017 — 10;
- Чемпионат Европы по борьбе 2018 — 5;
- Средиземноморские игры 2018 — ;
- Чемпионат мира по борьбе 2018 — 13;
- Чемпионат Европы по борьбе 2019 — 5;
- Европейские игры 2019 — 5;
- Чемпионат мира по борьбе 2019 — ;
- Чемпионат Европы по борьбе 2020 — 7;
- Чемпионат Европы по борьбе 2021 — 11;
- Олимпийские игры 2020 — 9;
- Средиземноморские игры 2022 — ;